# Carles Buïgas
Carles Buïgas i Sans (en español: Carlos Buigas Sans) (Barcelona, 18 de enero de 1898-Sardañola del Vallés (Barcelona), 27 de agosto de 1979) fue un ingeniero y luminotécnico español, conocido principalmente por haber diseñado la Fuente Mágica de Montjuich.

## Biografía
Hijo de Cayetano Buigas y hermano de Joaquín Buigas, fue criado en el seno de una familia acomodada de Barcelona. A los siete años marchó con su familia a Montevideo (Uruguay), por motivos de trabajo de su padre. La familia volvió a Barcelona en 1910 debido a la crisis económica existente en Uruguay. En 1916 ingresó en la Escuela de Ingenieros Industriales de Barcelona, pero no finalizó sus estudios debido a que empezó a trabajar como ayudante del futuro proyecto de la Exposición de Industrias Eléctricas de Barcelona. Más adelante se titularía en la École de Génie Civil de París.
En 1922 comenzó a diseñar su primer proyecto de fuentes y saltos de agua luminosos. Sus primeras obras fueron en el Palacio Real de Pedralbes. Eugenio d'Ors definiría su trabajo como un nuevo estilo de arte, el arte del agualuz.
Más adelante realiza el proyecto que le hará más famoso, la Fuente Mágica de Montjuic, creada con motivo de la Exposición Internacional de 1929 en Barcelona. Una vez finalizada la exposición, comenzó otros proyectos, como la Nave Luminosa, declarada en su momento proyecto de interés nacional.
Durante la guerra civil española se instaló en París, donde residió hasta 1942. Durante estos años ganó gran renombre internacional y realizó proyectos en París, Lieja, Nueva York, Lisboa, Roma, Santo Domingo, Madrid, Granada y Valencia. Pero debido a la crisis existente una vez finalizada la Segunda Guerra Mundial, muchos de estos proyectos encargados a Buïgas fueron parados o anulados.
Pasó los últimos años de su vida en Sardañola del Vallés, donde murió.

## Buïgas y la guía de luz
Buïgas aprovechó para el diseño de sus fuentes el principio de reflexión total de la luz estudiado por el suizo Jean-Daniel Colladon en el siglo XIX utilizando el agua como guía de luz, de una forma parecida a lo que ocurre dentro de una pieza delgada de vidrio, fenómeno estudiado por Charles Vernon Boys y patentado por John Logie Baird, que se produce también, por ejemplo, dentro del metacrilato, teniendo como colofón su aplicación en la fibra óptica.

## Obra
Además de su labor como ingeniero, Buïgas colaboró en diversas ocasiones como columnista de La Vanguardia y otras publicaciones, y publicó diferentes libros.

### Obras relevantes
- Fuente Mágica de Montjuic.

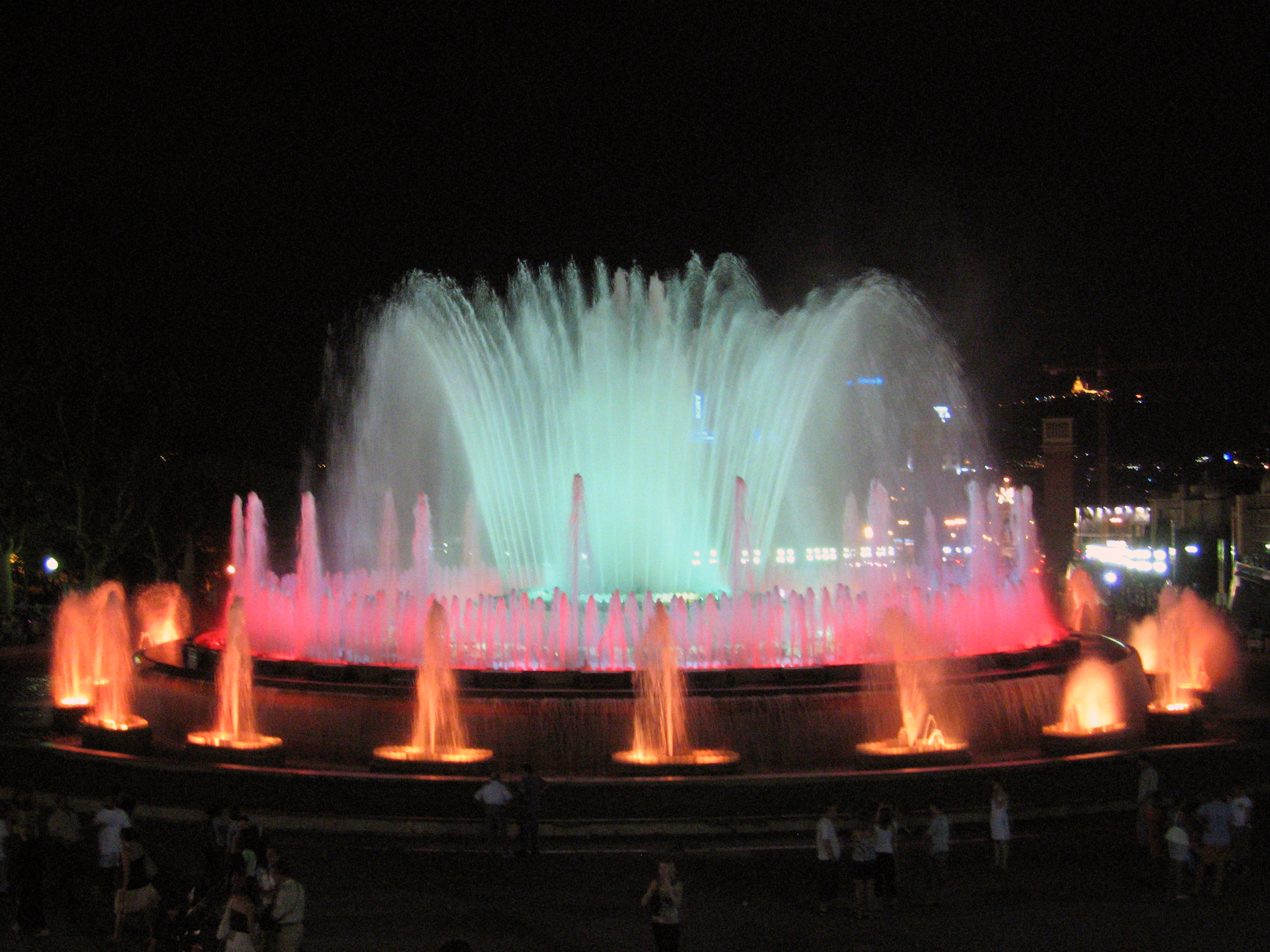
Fuente Mágica de Montjuic

- Transbordador aéreo de Barcelona de la Barceloneta a Montjuic. (Véase también Torre Jaime I y Torre San Sebastián).
- Iluminación artística de la Sagrada Familia.
- Fuentes del Aeropuerto de Barcelona.
- Fuentes del Parque de atracciones de Montjuic.
- Teatro Integral de la Luz (proyecto).Fuente del Monumento a los Héroes y Mártires de las Campañas en Melilla
- Barco Luminoso (proyecto).

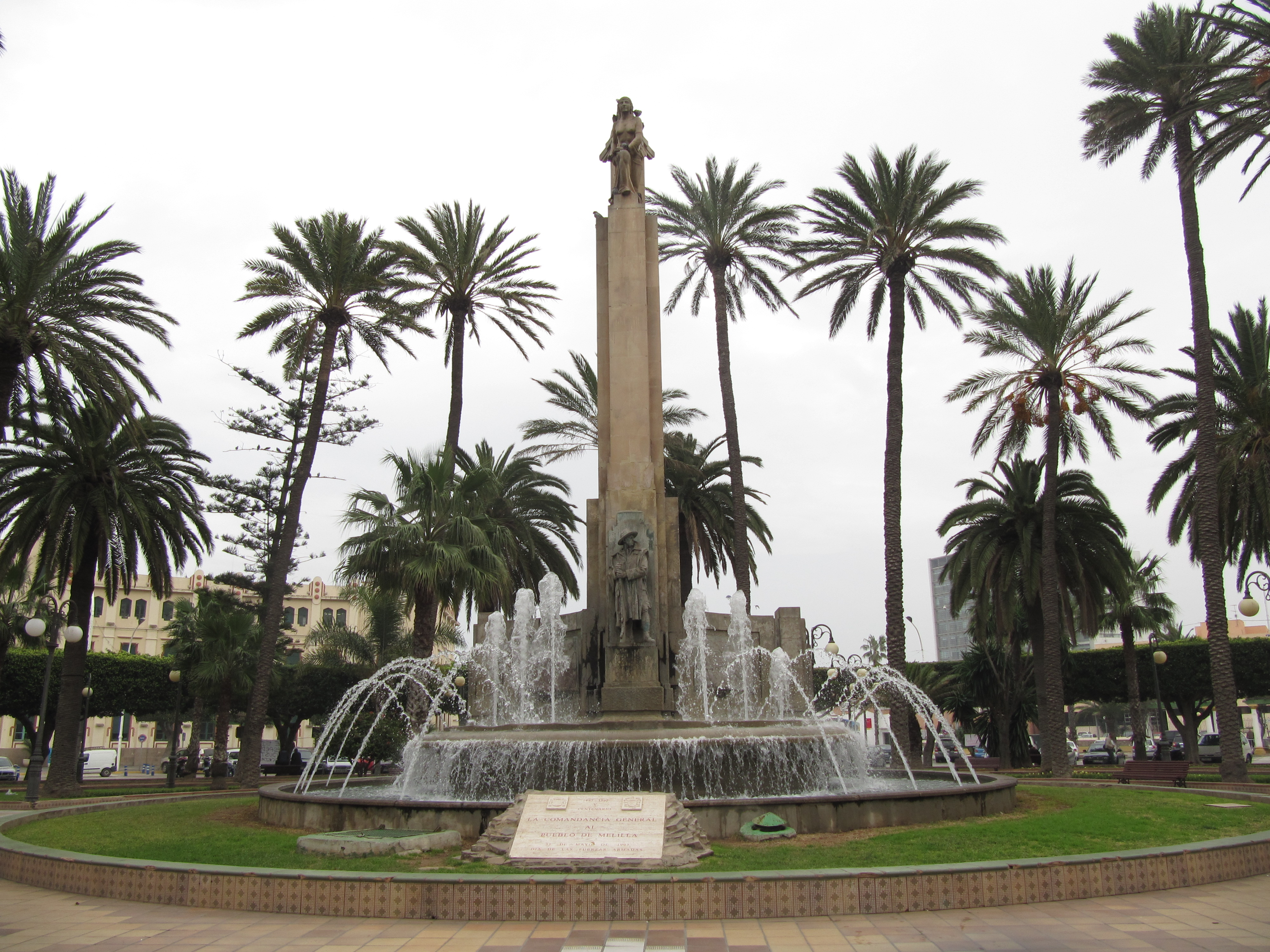
Fuente del Monumento a los Héroes y Mártires de las Campañas en Melilla

- Árbol Cafetería del Parque de Atracciones de Madrid "El ingeniero don Carlos Buigas proyectó la construcción llevada a cabo por la empresa Anglo".
- Teatro Agua y Luz de Santo Domingo, República Dominicana.
- Iluminación artística Cuevas del Drach (1935).
- Fuente del Monumento a los Héroes y Mártires de las Campañas, Melilla.
- Fuente luminosa, Soria (1961).
- Fuente de la plaza de Sevilla (Cádiz).[4]

### Libros publicados
- 1943 - Bajo las constelaciones.
- 1946 - El hombre entre enigmas y prodigios.
- 1960 - La Nave Luminosa.
- 1966 - El teatre integral amb escenari d'Aigua-Llum-Música.
- 1973 - Viajes interplanetarios y algo más.
- 1973 - Hechos, ideas y proyectos.
- 1975 - La extraordinaria aventura.
- 1975 - La gran revolución.
- 1976 - El día 41.